# Marcelle Kellermann
Marcelle Kellermann (geboren als Marcelle Georgine Loebell am 20. April 1919 in Beckenried, Schweiz; gestorben 6. Juni 2015) war eine französisch-britische Sprachdidaktikerin.

## Leben
Marcelle Loebell war die zweite Tochter des deutschen, in Rumänien geborenen frankophonen Chemikers und Industriemanagers Henri Loebell und der Französin Rose Camille Bourguignon. Die Familie erhielt 1923 die rumänische Staatsbürgerschaft und 1928 die französische. In den 1930er Jahren lebten sie in Levallois-Perret. Bei Ausbruch des Zweiten Weltkriegs flüchteten sie nach Clermont-Ferrand, wo Loebell das Studium an der Universität Clermont-Ferrand aufnahm. Seit 1942 war sie Mitglied in der Résistance und geriet kurzzeitig in Gestapo-Haft. 
Nach Kriegsende traf sie in Paris auf den 1937 nach England geflohenen Deutschen Ernst Walter Kellermann. Sie heirateten, zogen nach Leeds und hatten drei Kinder, die Tochter Barbara Kellerman wurde Schauspielerin. 1947 erhielten sie die britische Staatsbürgerschaft. Kellermann arbeitete als Französischlehrerin in Leeds und in Bingley und als Senior Education Adviser in Yorkshire. Sie entwickelte neue Unterrichtsmethoden für den Fremdsprachenunterricht für Kleinkinder und Schulkinder in Großbritannien und publizierte dazu mehrere Schriften. Sie wurde für die Förderung des Französischunterrichts von der französischen Regierung mit dem Ordre des Palmes Académiques ausgezeichnet. 
Im Jahr 2007 veröffentlichte sie über ihre Zeit im Zweiten Weltkrieg die Autobiografie A Packhorse Called Rachel und 2011 ein Buch über den deutschen Wehrmachtsdolmetscher und Widerständler Frank Van Heugen, dem sie als Résistancekämpferin begegnet war.

## Schriften (Auswahl)
- Two experiments on language teaching in primary schools in Leeds. London : Nuffield Found, 1964
- Expériences britanniques, in Le Français dans le monde. 1966
- Marcelle Kellermann, Graham Norledge: Second language literacy, in: Modern languages, Juni 1972, S. 80–86
- The Forgotten Third Skill: Reading a Foreign Language. Oxford: Pergamon Press, 1981
- A Packhorse Called Rachel. Grosvenor House, 2007
- The Interpreter. CreateSpace, 2011